# اعمل لاحقا، اشرب الآن
اعمل لاحقًا، أشرب الآن (بالكورية: 술꾼도시여자들) هي سلسلة ويب كورية جنوبية، من بطولة لي سون بين وهان سون هوا وجونغ اون جي وتشوي سي وون، مقتبس عن الويب توون «نساء مدينة الشرب» بواسطة «ميك كانغ» عرض على تيفينج كل يوم الجمعة اعتبارًا من 22 أكتوبر 2021. وتم إعادة بثه على تي في إن فيه 3 فبراير 2022 إلى 23 فبراير 2022. وعرض الموسم الثاني في 9 ديسمبر 2022.
في 15 ديسمبر 2021، أكدت TVING أن المسلسل سيكون له موسم ثان.

## القصة
ثلاث صديقات في الثلاثينات، لايكتمل يومهن الا بالالتقاء مع بعد العمل لحتساء الخمر، لقاءات لاتخلو من المرح والمغامرات يستمدن منها الشجاعة وينفسن فيها عن همومهن، ينضم اليهن لاحقًا منتج تلفزيوني يدعى كانغ بوك جوو.

## بطولة

### طاقم رئيسي:[11]
- لي سون بين في دور أهن سوو هي

كاتبة تعمل في قناة إذاعية.
- هان سون هوا في دور هان جي يون

مدربة يوجا ولدصيقة مقربة لي سوهي.
- جونغ أون جي في دور كانغ جي جو

اوريغامي يوتيوبر وصديقة مقربة لي لكل من سوهي وجي جو.
- تشوي سي وون في دور كانغ بوك جوو

مخرج منتج ترفيهي (PD) يعمل في نفس القسم الذي تعمل فيه آهن سو هي.

### أدوار داعمة
- هان جي هيو بدور سي جين.[12]

امراة لا تخجل ولديها اسلوب جريء.
- لي هيون جين في دور جي يونغ[13]

شاب وسيم مترابط ب جي يون
- لي سو مين بدور سو هيون[14]

### ظهور خاص
- جونغ أون بيو بدور والد أهن سو هي.[15]
- سونغ يونغ جاي كسائق تاكسي[16]
- كيم جي سيوك.[17]
- ها دو كوون[14]
- لي تيوك[14]
- سون جاي-ريم بدور المنتج سون[14]
- يو إن يونغ ح3-8 (الموسم 2)[18]
- بارك جين هي بدور والدة جي ايون[19]
- جو جونغ تشي في دور صديق أهن سو هي السابق[14]
- بارك يونغ جيو في دور الرئيس بارك[14]
- جونغ سيوك-يونغ في دور مدير النشر[14]
- شين هيون سيونغ في في دور صديق كانغ جي جو السابق.[13]

## الحلقات
| الحلقات   | تاريخ النشر | عنوان الحلقة                                 | مدة الحلقة |
| --------- | ----------- | -------------------------------------------- | ---------- |
| الحلقة 1  | 2021.10.22  | أحتساء السوجو مع أقدام الدجاج حارة بالكريسمس | 28 دقيقة   |
| الحلقة 2  | 2021.10.22  | لماذا نشرب                                   | 27 دقيقة   |
| الحلقة 3  | 2021.10.29  | أخطار وقوى الكحول                            | 22 دقيقة   |
| الحلقة 4  | 2021.10.29  | زجاجة من الكحول وكمين                        | 30 دقيقة   |
| الحلقة 5  | 2021.11.05  | اختبار صداقة رفيقات الكحول                   | 30 دقيقة   |
| الحلقة 6  | 2021.11.05  | لماذا تركنا عملنا الجزء 1                    | 36 دقيقة   |
| الحلقة 7  | 2021.11.12  | لماذا تركنا عملنا الجزء 2                    | 45 دقيقة   |
| الحلقة 8  | 2021.11.12  | الاوغاد الذين أحببناهم في الماضي             | 36 دقيقة   |
| الحلقة 9  | 2021.11.19  | المهرجان الأخير                              | 45 دقيقة   |
| الحلقة 10 | 2021.11.19  | الكلام بعد السكر                             | 46 دقيقة   |
| الحلقة 11 | 2021.11.26  | عندما يكون الاحترام أقوى من الكحول           | 37 دقيقة   |
| الحلقة 12 | 2021.11.26  | المنتقمون                                    | 45 دقيقة   |

### الموسم 2
| الحلقات   | تاريخ النشر | عنوان الحلقة               | مدة الحلقة |
| --------- | ----------- | -------------------------- | ---------- |
| الحلقة 1  | 2022.11.09  | اختفاء الشاربات            | 31 دقيقة   |
| الحلقة 2  | 2022.11.09  | الشاربات المختفيات         | 45 دقيقة   |
| الحلقة 3  | 2022.11.16  | عودة الشاربات              | 35 دقيقة   |
| الحلقة 4  | 2022.11.16  | أدفأ من قلب راحل           | 35 دقيقة   |
| الحلقة 5  | 2022.12.23  | يفضل أن يكون ذلك اليوم     | 35 دقيقة   |
| الحلقة 6  | 2022.12.23  | تاريخ من جميع أنواع الكحول | 35 دقيقة   |
| الحلقة 7  | 2022.12.30  | لا يبدو كثيرًا ، لكنه يساعد | 35 دقيقة   |
| الحلقة 8  | 2022.12.30  |                            | 35 دقيقة   |
| الحلقة 9  |             |                            |            |
| الحلقة 10 |             |                            |            |
| الحلقة 11 |             |                            |            |
| الحلقة 12 |             |                            |            |

## المشاهدات
ملاحظة : نظرًا لتأخر مسلسل كعب القتال الذي قرر عرضه في 9 مارس 2022، ليومي الأربعاء والخميس، تم تنظيم مسلسلات منصة تيفينج للبث على تي في ان، مثل مطعم الساحرة، واعمل لاحقًا، أشرب الآن. ستعرض بمجموع 5 حلقات فقط.
| الموسم | الموسم | رقم الحلقة | رقم الحلقة | رقم الحلقة | رقم الحلقة | رقم الحلقة | المتوسط |
| الموسم | الموسم | 1          | 2          | 3          | 4          | 5          | المتوسط |
| ------ | ------ | ---------- | ---------- | ---------- | ---------- | ---------- | ------- |
|        | 1      | 867        | 746        | 688        | 751        | 830        | 476     |

| الحلقات | تاريخ البث     | تقييمات (نيلسن كوريا) | تقييمات (نيلسن كوريا) |
| الحلقات | تاريخ البث     | على الصعيد الوطني     | سيئول                 |
| --- | -------------- | --------------------- | --------------------- |
| 1 | 3 فبرابر 2022  | 3.354%                | 3.787%                |
| 2 | 9 فبراير 2022  | 2.967%                | 3.865%                |
| 3 | 10 فبراير 2022 | 2.900%                | 3.412%                |
| 4 | 17 فبراير 2022 | 3.103%                | 3.272%                |
| 5 | 18 فبراير 2022 | 3.321%                | 3.927%                |
| المعدل | المعدل         | 3.129%                | 3.640%                |
| - تُبث هذه الدراما على قناة الكابل / التلفزيون المدفوع الذي عادةً ما يكون جمهوره أصغر نسبيًا مقارنةً بالمحطات التلفزيونية / العامة (KBS ، SBS ، MBC ، EBS). |                |                       |                       |

## الإنتاج

### صناعة
- منشئ : مي كانغ (ويب تون، نساء المدينة الشرب.[25]
- التخطيط العام: لي ميونغ هان & جي إيول يانغ (مدراء منصة Tving ، لي هو ايضاً المدير العام لقناة تي في إن سابقًا.[26]
- فريق العمل: شركة بون فكتوري، هي شركة تابعة لقسم الترفية سي جي إيه أن إم، وهي تعتبر شركة شقيقة لقسم إستوديو دواغون ومنصة تيفينج، وقناة تي في ان، جميعها تابعة لقسم الترفية سي جاي إي أند إم.
- إخراج وكتابة: من إخراج كيم جونغ سيك وكتابة واي سو يونغ.

## روابط خارجية
- الموقع الرسمي
 (بالكورية)
- نساء المدينة في حالة سكر على موقع IMDb (الإنجليزية)
- نساء المدينة في حالة سكر على موقع كينوبويسك (الروسية)
- نساء المدينة في حالة سكر على موقع قاعدة بيانات الفيلم (الإنجليزية)
- لنشرب الان ونعمل لاحقًا على هانسينما